# Chapelle Notre-Dame-des-Mineurs de Strasbourg
La chapelle Notre-Dame-des-Mineurs est située dans l'enceinte de l'institution Notre-Dame (école, collège et lycée privés) dans la rue des Mineurs (quartier des Halles) à Strasbourg.
La chapelle est construite en 1837 par le maître-charpentier Garner. Elle est bénie en 1838 sous le vocable de saint Joseph et agrandie en 1886. Elle est rénovée en 1956.